# Peter Erman
Peter Erman, född 1937 i Sankt Görans församling, Stockholm, död 2022 i Täby distrikt, Stockholms län, var en svensk fysiker. Han disputerade 1970 vid Stockholms universitet  och var professor emeritus i fysik, särskilt molekylfysik, vid Kungliga Tekniska högskolan och sedan 1995 ledamot av Vetenskapsakademien.